# IV Libro de Baruc
El IV Libro de Baruc es un texto pseudoepigráfico del Antiguo Testamento.  
Paralipómena de Jeremías, que significa «cosas que quedaron fuera del Libro de Jeremías», es el título de varios manuscritos griegos antiguos de la obra.
Es parte del canon bíblico ortodoxo etíope.

## Descripción
El IV Libro de Baruc es considerado apócrifo por todas las iglesias cristianas, excepto la Iglesia ortodoxa etíope (ver Libro de Baruc).
El texto se conoce tanto en versión completa como reducida. Las versiones completas nos llegaron en griego (manuscritos más antiguos de los siglos X-XI y siglo XV), en  Ge'ez etíope (titulado Resto de las palabras de Baruc, el manuscrito más antiguo data de  el siglo XV), en Armenio y en eslavo. Las versiones abreviadas nos han llegado en  griego (llamado Meneo), rumano y eslavo.
El IV Libro de Baruc suele fecharse en la primera mitad del siglo II d. C. El sueño de Abimelec de 66 años, en lugar de los 70 años habituales de cautiverio babilónico, hace que los eruditos se inclinen hacia el año 136 d. C., es decir, 66 años después de la caída del Segundo Templo en el 70 d. C. Las citas son coherentes con el mensaje del texto.
El IV Libro de Baruc tiene un estilo simple y como de fábula, con animales que hablan, fruta que nunca se pudre, y un águila enviada por el Señor que resucita a los muertos.
Algunas partes del libro parecen haber sido agregadas en la era cristiana, como el último capítulo; por esas inserciones, algunos eruditos consideran que tiene orígenes cristianos. Al igual que los profetas mayores, aboga por el divorcio de las esposas extranjeras. Según el libro, los samaritanos son los descendientes de tales matrimonios mixtos.

## Contenido
El Señor le revela a Jeremías que Jerusalén será destruida debido a la impiedad de los israelitas. Jeremías informa Baruc, y esa noche ven a los ángeles abrir la puerta de la ciudad. El Señor instruye a Jeremías para que oculte milagrosamente en la tierra las vestiduras del sumo sacerdote del templo. Los caldeos entran en Jerusalén y Jeremías sigue a los israelitas al exilio, mientras que Baruc permanece en Jerusalén. Abimelec (Ebedmelec el etíope de Jeremías  38:7) se duerme durante 66 años y se despierta junto a una canasta de higos, conservada perfectamente fresca. Debido a que los higos están frescos fuera de temporada, Abimelec se da cuenta de que durmió milagrosamente durante años y se reúne con Baruc. Ellos quieren comunicarse con Jeremías, que todavía está en Babilonia, por lo que Baruc ora al Señor, quien le envía un águila. El águila lleva una carta y algunos higos a Jeremías. Encuentra a Jeremías oficiando en un funeral y se posa sobre el cadáver, devolviéndolo a la vida, anunciando así el final del exilio. Los israelitas regresan a Jerusalén, pero solo los hombres que no tienen esposas extranjeras pueden pasar el Jordán.

## Historia del cautiverio babilónico
Este texto judío pseudoepigráfico pertenece al ciclo de Baruc y está relacionado con el IV Libro de Baruc. Es más largo y probablemente más antiguo. Tiene muy pocas inserciones cristianas circunscritas y no tiene el estilo de fábula de 4 Baruc. El sueño de Abimelec es aquí de 70 años, la duración habitual del cautiverio babilónico.
El original griego se ha perdido, pero tenemos manuscritos en copto sahídico con el texto completo y, aunque menos antiguo, manuscritos de árabe Garshuni.